# Memoriál Antonína Sochora
Memoriál Antonína Sochora je vzpomínkový akt, který je pořádán k uctění památky genmjr. Antonína Sochora a jeho odkazu.

## Vznik
Byl založen v roce 1950, kdy Antonín Sochor tragicky zahynul ve vojenském prostoru Ralsko, který se nachází u obce Hamr na Jezeře. Od té doby je pořádán každoročně.

## Místo konání
Tradičně se koná ve Stráži pod Ralskem. Setkání je dvoudenní a probíhá vždy ze čtvrtka na pátek třetí říjnový týden. Program se odehrává na i na dalších místech, a to u pomníku Antonína Sochora v lesích a v Novém Boru. Pomník byl v roce 2011 opraven právě k datu tohoto memoriálu.

## Význam
Pietní akce uctívá nejen padlého hrdinu Antonína Sochora, ale také všechny válečné veterány, kteří bojovali za osvobození Československa. Při slavnostním večeru jsou předávány vojenské medaile osobnostem za zásluhy o svobodu a vlastenectví. Jedná se o významné setkání spolubojovníků, ale účastní se jej i jejich rodiny a další pozvaní hosté.
Událost začíná českou a slovenskou hymnou. Velký prostor je věnován přímým projevům význačných hostů, kteří připomínají skutečná hrdinství. Druhý den je uctěna památka padlých válečníků. Zároveň bývá součástí této akce předání ocenění žákům a učitelům ZŠ Stráž Pod Ralskem přímo z rukou válečných veteránů. Program následně pokračuje pietou u pomníku Antonína Sochora a odjezdem na místo úmrtí Antonína Sochora. Poté se účastníci přesouvají na Lesní hřbitov v Novém Boru. Zde uctívají hrob padlého sovětského vojáka, válečného letce genmjr. Františka Rypla, druhého odboje a památku popravených rumburských hrdinů. Poté se odebírají k pietnímu kameni a lípě v parku, kde si připomínají památku čtyř lidických žen, které se zúčastnily pochodu smrti vedoucího z koncentračního tábora Ravensbrück do Nového Boru a České Lípy.

## Záštita
Akce se pořádá pod záštitou hejtmana Libereckého kraje s podporou následujících institucí: Československá obec legionářská, Český svaz bojovníků za svobodu, Společnost Ludvíka Svobody a Klub českého pohraničí. Účastní se ho starostka města Stráž pod Ralskem a každoročně jej podpoří účastí i jinou formou zástupci ministerstev, české politiky a vojenských vysokých škol aj. Vždy také přijíždí slovenská i ukrajinská delegace generálů. Největší pocta přitom patří význačným osobnostem československého vojenství a účastníkům přímých válečných bojů.

## Literární prameny
- RICHTER, Karel a KOŽNAR, Vlastimil. Nepřítel na dosah: [román o generálmajorovi A. Sochorovi]. 1. vyd. Praha: Naše vojsko, 1985. 365 s. Velká galerie / NV; sv. 1.
- RICHTER, Karel. Statečný život a tajemná smrt podplukovníka Sochora. 1. vyd. Praha: MarieTum, ©2011. 230 s. Utajené operace. ISBN 978-80-904263-5-1.